# Asia Tavernini
Asia Tavernini (Riva del Garda, 18 settembre 2001) è un'altista italiana che ha vinto la medaglia d'argento nel salto in alto ai Giochi mondiali universitari di Bochum nel 2025.

## Progressione

### Salto in alto
| Stagione | Misura    | Luogo    | Data      | Rank. Mond. |
| -------- | --------- | -------- | --------- | ----------- |
| 2025     | 1,92 m    | Brescia  | 14-6-2025 |             |
| 2024     | 1,90 m    | Arco     | 1-6-2024  |             |
| 2023     | 1,88 m(i) | Ancona   | 5-2-2023  |             |
| 2022     | 1,85 m    | Bolzano  | 28-8-2022 |             |
| 2021     | 1,80 m    | Brunico  | 30-5-2021 |             |
| 2020     | 1,72 m    | Rovereto | 5-8-2020  |             |
| 2019     | 1,67 m(i) | Ancona   | 2-2-2019  |             |
| 2018     | 1,61 m    | Rovereto | 15-4-2018 |             |
| 2017     | 1,61 m    | Trento   | 13-5-2017 |             |

## Palmarès
| Anno | Manifestazione               | Sede      | Evento        | Risultato | Prestazione | Note        |
| ---- | ---------------------------- | --------- | ------------- | --------- | ----------- | ----------- |
| 2022 | Camp. Mediterraneo U23       | Pescara   | Salto in alto | Oro       | 1,85 m      | =           |
| 2023 | Giochi mondiali universitari | Chengdu   | Salto in alto | Qualif.   | 1,80 m      |             |
| 2023 | Europei U23                  | Espoo     | Salto in alto | 7ª        | 1,84 m      |             |
| 2025 | Giochi mondiali universitari | Reno-Ruhr | Salto in alto | Argento   | 1,89 m      | [ 3 ] [ 4 ] |

## Campionati nazionali
- 1 volta campionessa italiana assoluta del salto in alto (2025)
- 2 volte campionessa italiana promesse indoor del salto in alto (2022, 2023)
- 1 volta campionessa italiana promesse indoor del salto in alto (2023)

2017
- 25ª nelle qualificazioni ai campionati italiani allievi (Rieti), Salto in alto - 1,50 m

2018
- 21ª nelle qualificazioni ai campionati italiani allievi (Rieti), Salto in alto - 1,54 m

2019
- 9ª ai campionati italiani juniores indoor (Ancona), Salto in alto - 1,67 m [5]
- 8ª ai campionati italiani juniores (Rieti), Salto in alto - 1,65 m [6]

2020
- 8ª ai campionati italiani juniores indoor (Ancona), Salto in alto - 1,69 m
- 20ª nelle qualificazioni ai campionati italiani assoluti (Padova), Salto in alto - 1,65 m [7]
- 5ª ai campionati italiani juniores (Grosseto), Salto in alto - 1,72 m [8]

2021
- 5ª ai campionati italiani promesse indoor (Ancona), Salto in alto - 1,76 m
- 10ª campionati italiani assoluti indoor (Ancona), Salto in alto - 1,70 m [9]
- 7ª ai campionati italiani promesse (Grosseto), Salto in alto - 1,72 m
- 7ª ai campionati italiani assoluti (Rovereto), Salto in alto - 1,78 m[10]

2022
- Oro ai campionati italiani promesse indoor (Ancona), salto in alto - 1,82 m[11]
- 4ª campionati italiani assoluti indoor (Ancona), salto in alto - 1,82 m [12]
- Argento ai campionati italiani promesse (Firenze), salto in alto - 1,80 m[13]
- 6ª ai campionati italiani assoluti (Rieti), salto in alto - 1,81 m[14]

2023
- Oro ai campionati italiani promesse indoor (Ancona), salto in alto - 1,88 m [15]
- Argento ai campionati italiani assoluti indoor (Ancona), salto in alto - 1,85 m [16]
- Oro ai campionati italiani promesse (Agropoli), salto in alto - 1,78 m[17]

2024
- Bronzo ai campionati italiani assoluti indoor (Ancona), salto in alto - 1,84 m[18]
- Argento ai campionati italiani assoluti (La Spezia), salto in alto - 1,88 m[19]

2025
- Argento ai campionati italiani assoluti indoor (Ancona), salto in alto - 1,85 m[20]
- Oro ai campionati italiani assoluti (Caorle), salto in alto - 1,87 m